# Shadow of the Moon
Shadow of the moon – pierwszy album grupy muzycznej Blackmore’s Night. Został wydany w 1997.

## Lista utworów
1. Shadow of the moon
2. The clock ticks on
3. Be mine tonight
4. Play minstrel play
5. Ocean Gypsy
6. Minstrel hall (utwór instrumentalny)
7. Magical world
8. Writing on a wall
9. Renaissance faire
10. Memmingen (utwór instrumentalny)
11. No second chance
12. Mond Tanz (utwór instrumentalny)
13. Spirit of the sea
14. Greensleeves
15. Wish you were here